# Vidrovac
Vidrovac (em cirílico:Видровац) é uma vila da Sérvia localizada no município de Negotin, pertencente ao distrito de Bor, nas regiões de Timočka Krajina e Negotinska Krajina. A sua população era de 822 habitantes segundo o censo de 2002.

## Demografia
| 1948  | 1953  | 1961  | 1971  | 1981  | 1991  | 2002 |
| ----- | ----- | ----- | ----- | ----- | ----- | ---- |
| 1 654 | 1 665 | 1 599 | 1 435 | 1 325 | 1 126 | 822  |